# Aydée Anzola Linares
Rosa Aydée Anzola Linares (La Palma (Cundinamarca), 12 de octubre de 1923-Bogotá, 21 de mayo de 2014), más conocida como Aydée Anzola, fue una jurista colombiana. Fue la primera mujer colombiana en ejercer los cargos de magistrada del Tribunal del Trabajo de Cundinamarca, hoy Sala Laboral del Tribunal Superior de Bogotá, y de consejera del Consejo de Estado de Colombia. Así mismo, fue la primera colombiana en ser admitida por la Academia Colombiana de Jurisprudencia. 

## Estudios
Aunque con frecuencia sus biógrafos señalan que fue la primera egresada de Derecho de la Universidad Libre (Colombia), de acuerdo con Baena y Galindo, ella se graduó en 1947 un año después que Soledad Peña R. (quien lo hizo en 1946), en la misma alma mater.

## Biografía
Según la revista Semana (Colombia), en publicación de 5 de abril de 1954, Aydée Anzola es:

la menor de seis hermanos en el hogar de Ruperto Anzola Escobar, comerciante (fallecido), y Rosalía Linares. La infancia de Aydée transcurrió como la de las niñas de las aldeas colombianas: el hogar, la plaza, la iglesia y la escuela. Pero sus mimos a las muñecas fueron reemplazados a los diez años por una precoz afición a la pedagogía. En su casa reunía a sus amiguitas para darles clases de lectura y enseñarles, de acuerdo con sus pueriles conocimientos, lo relacionado con las plantas y los animales.

## Elvoto femeninoen Colombia
En 1953, fue una de las ocho mujeres que encabezó con su firma una carta suscrita por 3000 mujeres y dirigida a la Comisión de Estudios Constitucionales pidiendo garantizar «en forma estable y lógica el voto femenino», las otras siete fueron Esmeralda Arboleda, Magdalena Fetty, Ismenia de Mujica, Isabel Lleras de Ospina, Noemí de Greiff, María Currea y Josefina Valencia.
Cuando el voto femenino fue aprobado en Colombia, Aydée Anzola declaró:

Desde cuando cursaba el tercer año de derecho, y más exactamente desde el momento en que el doctor Tulio Enrique Tascón empezó a darnos las clases de derecho constitucional, y me pude dar cuenta de los inmensos vacíos de la Carta Magna, empecé a inquietarme por la falta de derechos de la mujer colombiana. Fue así como en 1943, haciendo eco a esa inquietud empecé a dictar conferencias en la Biblioteca Nacional. Posteriormente seguí de cerca las actividades de la Unión Femenina de Colombia que abogaba por la consecución de los derechos femeninos, y en 1945 formé parte de la comisión que fue al Congreso a pedir que se estudiara la manera de otorgar tales derechos.